# Фридрих IV (бургграф Нюрнберга)
Фридрих IV, бургграф Нюрнберга (нем. Friedrich IV. von Nürnberg; 1287 — 19 мая 1332) — бургграф Нюрнберга из дома Гогенцоллернов. Был младшим сыном Фридриха III и его супруги от второго брака Елены Саксонской.

## Жизнь
Фридрих наследовал титул бургграфа, когда его старший брат Иоганн I умер в 1300 году.
Этот бургграф оказывал военную поддержку королю Альбрехту I в Тюрингии (битва при Луке 1307 года), а также поддерживал Генриха VII в его стремлении поставить правителем в Богемии своего сына Иоганна. Однако в 1314 году вопреки политике своего отца он поддерживает Людовика IV в его битве с герцогом Австрии Фридрихом III. За вклад Фридриха в битву при Мюльдорфе в 1322 году, а также другую помощь, он заслужил почётное звание «спаситель империи».
Фридрих, однако, никогда не забывал о своих родовых землях. Он стремился обеспечить безопасность и свободное передвижение торговцев, дал некоторые привилегии деревням, взял под свою опеку евреев. Его заслуги перед Людовиком IV были вознаграждены различными способами, и, Фридрих, используя свои богатства, расширяет земли, принадлежавшие его семье. В 1331 году он купил город Ансбах вместе с его окрестностями.
После смерти Фридриха в 1332 году ему наследует его сын Иоганн II.

## Семья и дети
Фридрих женился до 2 августа 1307 года на Маргарите Гёрцкой. Его дети:
1. Иоганн II (ок. 1309—1357).
2. Конрад II (IV) Цоллерн (ум. 1334).
3. Фридрих (ум. 1365), епископ Регенсбурга в 1340—1365 годах.
4. Альбрехт «Прекрасный» (ум. 1361).
5. Бертольд (1320—1365), Епископ Ойхштадта в 1354—1365 годах, канцлер императора Карла IV.